# 雨蘭
雨蘭（うらん）は、日本の漫画家・同人作家・作詞家。男性。東京都出身。別ペンネーム「橋本還」にて青年誌で活動している。

## 来歴
1999年、『快楽天・星組』（ワニマガジン社）vol.7でデビュー（当時のペンネームは「久本勘介」）。2002年、松文館より初単行本『感じる年頃』を刊行。2005年、雨蘭名義での活動を休止し、別ペンネームにて青年誌で活動、2009年より再び雨蘭名義での活動を再開。『ヤングアニマル嵐』（白泉社）で『無邪気の楽園』を連載。また、同作の単行本8巻OAD付き限定版のオープニングテーマの作詞を担当し、作詞家デビューを果たす。

## 作品リスト
雨蘭名義
- 『感じる年頃』 （2002年9月発売[8]、松文館〈別冊エースファイブコミックス〉、ISBN 4-7901-0913-5）
- 『あの子の秘め事』 （2003年4月15日発売[8]、松文館〈別冊エースファイブコミックス〉、ISBN 4-7901-1047-8）
- 『少女のしずく』 （2004年1月22日発売[8]、松文館〈別冊エースファイブコミックス〉、ISBN 4-7901-1198-9）
- 『幼女の誘惑』 （2005年9月20日発売[8]、松文館〈別冊エースファイブコミックス〉、ISBN 4-7901-1568-2）
- 『無邪気の楽園』 （白泉社『ヤングアニマル嵐』、全13巻）
  - 『無邪気の楽園 パラレル』 （白泉社『ヤングアニマル嵐』）
- 『いつの間にか少女は』 （2013年6月25日発売[9]、コアマガジン〈メガストアコミックス377〉、ISBN 978-4-86436-514-7）
  - 『いつの間にか少女は 新装版』 （2018年3月19日発売[9]、コアマガジン〈メガストアコミックス536〉、ISBN 978-4-86653-120-5）
- 『スキーターらびっと!!』 （白泉社『ヤングアニマル』、〈ヤングアニマルコミックス〉、全2巻）
  1. 2019年4月26日発売[10]、ISBN 978-4-59216-341-1
  2. 2019年10月29日発売[11]、ISBN 978-4-59216-342-8
- 『恋活マッチングアイランド』 （作画：乙本ロイ、日本文芸社『ゴラクエッグ』、〈ニチブンコミックス〉、2019年6月10日配信開始、全2巻）
  1. 2020年8月28日発売[12]、ISBN 978-4-53714-275-4
  2. 2021年11月18日発売[13]、ISBN 978-4-53714-427-7
- 『俺はロリコンじゃない!』 （白泉社『ヤングアニマル』、〈ヤングアニマルコミックス〉、全8巻）
  1. 2020年7月29日発売[14]、ISBN 978-4-592-16581-1
  2. 2021年1月29日発売[15]、ISBN 978-4-592-16582-8
  3. 2021年6月29日発売[16]、ISBN 978-4-592-16583-5
  4. 2021年11月29日発売[17]、ISBN 978-4-592-16584-2
  5. 2022年5月27日発売[18]、ISBN 978-4-592-16585-9
  6. 2022年11月29日発売[19]、ISBN 978-4-592-16636-8
  7. 2023年5月29日発売[20]、ISBN 978-4-592-16637-5
  8. 2023年11月29日発売[21]、ISBN 978-4-592-16638-2
- 『愛の流星カウーパ』白泉社〈ヤングアニマルコミックス〉既刊2巻（『ヤングアニマル』2024年19号[22] - 連載中）
  1. 2025年2月28日発売[23][24]、ISBN 978-4-592-16289-6
  2. 2025年5月29日発売[25]、ISBN 978-4-592-16290-2

橋本還名義
- 『魔人戦記 破軍』 （原作：あかほりさとる、白泉社『ヤングアニマル』、全4巻）
- 『ゲバルト』 （白泉社『ヤングアニマル』、〈ジェッツコミックス〉、全1巻）
  1. 2009年3月27日発売、ISBN 978-4-59214-528-8
- 『アームドアーム』 （少年画報社『ヤングキング』、〈ヤングキングコミックス〉、全2巻）
  1. 2010年12月9日発売[26]、ISBN 978-4-78593-526-9
  2. 2011年2月14日発売[27]、ISBN 978-4-78593-567-2

  - 『握力１トンの執行人～アームドアーム～』 （少年画報社〈YKベスト〉、全1巻）
    1. 2014年11月発売、ISBN 978-4-78595-438-3
- 『ワイルド7』 （原作：望月三起也、少年画報社『ヤングキング』、全1巻）
  1. 2011年12月26日発売[28]、ISBN 978-4-78593-759-1
- 『いり〜がる？』 『ヤングジャンプ No.31』（2012年6月28日発売[29]、集英社、読切）

## 出演

### 声優出演
- OAD『無邪気の楽園』先生

## 作詞提供
- OAD『無邪気の楽園』主題歌『もう一度 楽しいこともっとしようよ!』（歌・野村真悠華）

## その他
- パース定規というパースラインを引くための文房具をメーカーと共同で開発し製品化され[30][31]、2001年4月17日に特許を取得している[4][5]。
- 『継つぐもも』 （第11話 エンドカード、2020年）